# كالفين غاريت
كالفين غاريت (بالإنجليزية: Calvin Garrett)‏ مواليد 11 يوليو 1956 في بارسونز، هو لاعب كرة سلة أمريكي سابق. بدأ مسيرته الاحترافية في سنة 1980. تم اختياره من قبل فريق شيكاغو بولز خلال الدرافت. يبلغ طوله 6 قدم 7 بوصة (2.0 م). اعتزل اللعب في 1984. لعب مع هيوستن روكتس ولوس أنجلوس ليكرز.

## روابط خارجية
- كالفين غاريت على موقع إن بي أي (الإنجليزية)
- كالفين غاريت على موقع سبورتس رفرنس (الإنجليزية)
- كالفين غاريت على موقع كلية كرة السلة في سبورتس رفرنس.كوم (الإنجليزية)
- كالفين غاريت على موقع ريلجم (الإنجليزية)
- كالفين غاريت على موقع بروبوليرز (الإنجليزية)